# 마드리드 지하철 8호선

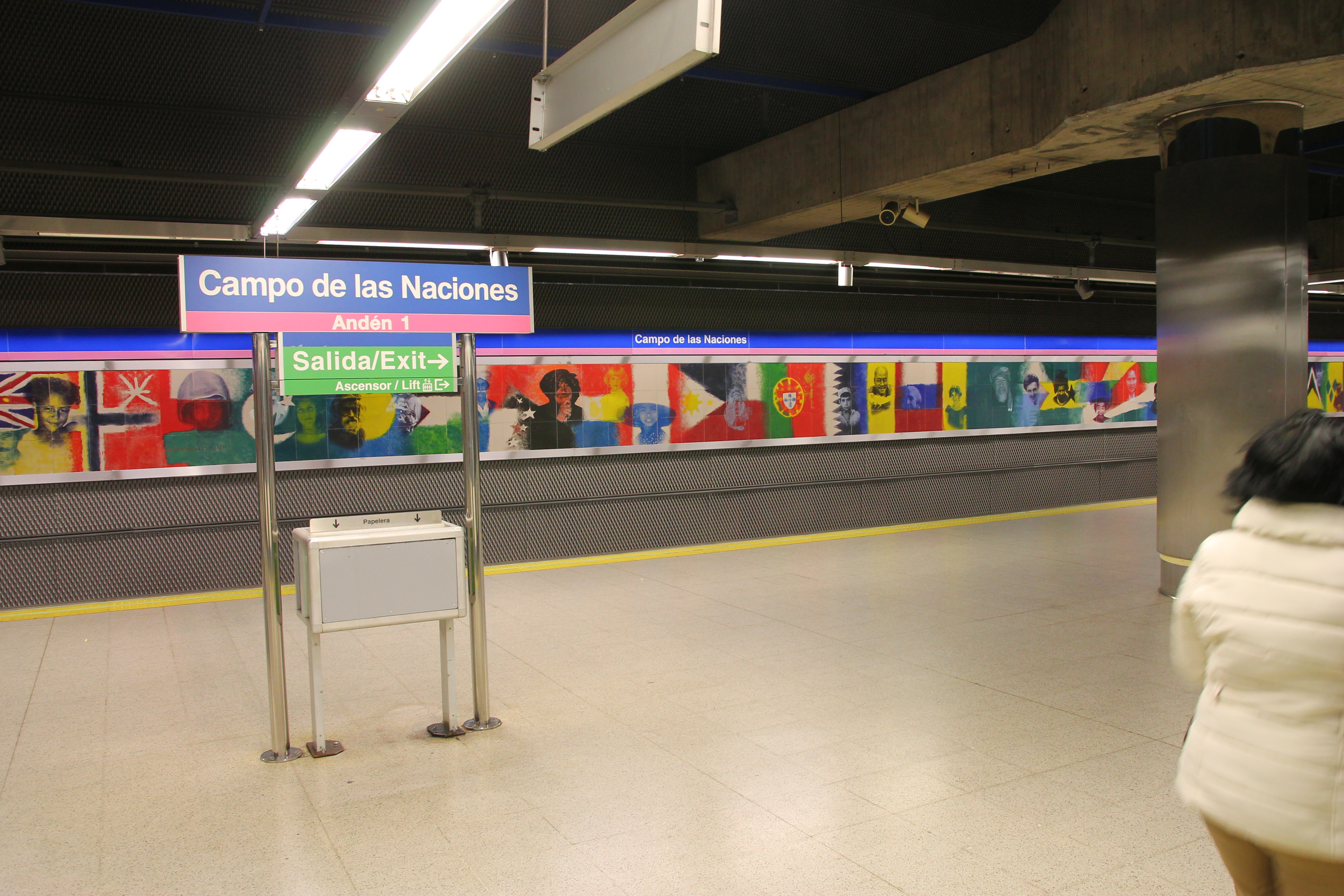
8호선의 캄포 데 라스 나시오네스 역

마드리드 지하철 8호선(línea 8)은 스페인 마드리드 지하철의 노선 중 하나로, 마드리드 도심과 북동부를 연결하며 마르 데 크리스탈 역과 캄포 데 라스 나시오네스 역 사이를 잇는 노선이다. 총길이는 16.467km이며 현재 8곳의 역이 운영중에 있다. 지금의 노선은 1998년에 처음 개통되었다.

## 역사
8호선이라는 이름 자체는 1982년 개통된 노선에 먼저 붙여진 이름으로, 누에보스 미니스테리오스 역과 푸엥카랄 역을 잇는 노선이었다. 하지만 이 노선은 1998년 1월 22일부로 마드리드 지하철 10호선에 편입 운영되면서 사라졌다. 따라서 구 8호선과 신 8호선은 서로 별개의 노선이다.
지금의 8호선은 1998년 6월 24일에 처음 개통되었다. 1999년에는 마드리드 바라하스 국제공항까지 연장되었으며, 2002년에는 누에보스 미니스테리오스 역과 콜롬비아 역이 문을 열었다.
개통 당시에는 협궤 노선으로 되어 있었지만 2002년부터 광궤 노선이 되었다. 현재 8000번대 열차가 투입 운영되고 있으며 총 4량 규모이다. 2007년에는 콜롬비아 역과 마르 데 크리스탈 역 사이에 피나르 델 레이 역이라는 중간역이 문을 열었으며, 마드리드 국제공항 제4터미널까지 다시금 연장되었다. 2017년 1월 26일부터 4월 12일까지는 내부 리모델링 공사를 위해 운영을 일시 중단하였다.

## 환승 정보
8호선과 환승되는 노선은 다음과 같다.
- 4호선 - 마르 데 크리스탈 역
- 6호선 - 누에보스 미니스테리오스 역
- 9호선 - 콜롬비아 역

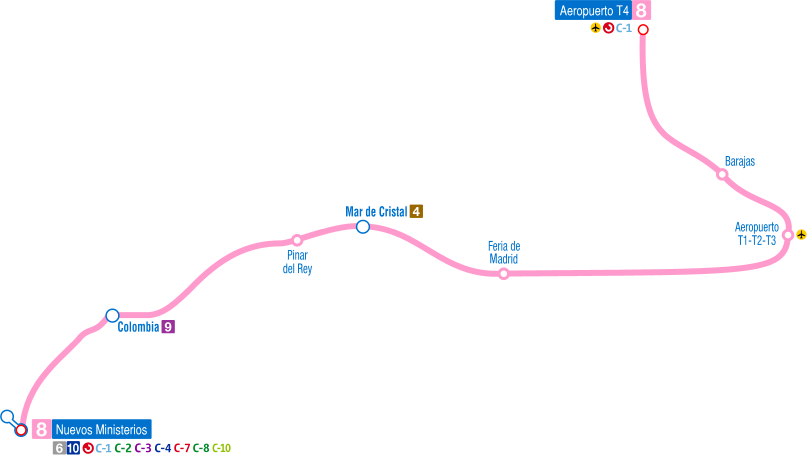
8호선 노선도

- 10호선 - 누에보스 미니스테리오스 역
- 세르카니아스 마드리드 - 누에보스 미니스테리오스 역, 아에로푸에르토 T4 역

이밖에도 바라하스 역에서 시외버스 노선을 탈 수 있으며, 국제공항 역에서도 이용이 가능하다.

## 같이 보기
- 마드리드 지하철